# René-Antoine Ferchault de Réaumur
René-Antoine Ferchault de Réaumur (28. února 1683, La Rochelle – 17. října 1757, Saint-Julien-du-Terroux) byl francouzský vědec.
Proslavil se v mnoha oblastech vědy. Objevil důležitost uhlíku při výrobě oceli, publikoval rozsáhlé šestisvazkové dílo o hmyzu a vynalezl umělou líheň. Jeho nejznámější objev je lihový teploměr se stupnicí, která nese jeho jméno.